# Almindelig blærerod
Almindelig Blærerod (Utricularia vulgaris) er en kødædende plante i blærerod-familien. Det er en vandplante uden rødder, men med hårformet fligede blade med fangstblærer, der kan fange mindre dyr som f.eks. dafnier. Blomsterne er samlet i en klase over vandoverfladen og består af gule blomster. Almindelig Blærerod vokser i stillestående vand i den nordlige halvkugles tempererede område.

## Beskrivelse
Almindelig Blærerod er frit svømmende i vandet og har ingen rødder. Planten består af meterlange stængler med hårformet fligede blade. Hvert blad har desuden 5-50 fangstblærer. De helrandede, trådformede bladafsnit har i randen 10-20 børster. Bladenes antal af fangstblærer og børster kan anvendes ved bestemmelsen af arten i forhold til øvrige Blærerod-arter.
Fra de frit svømmende planter udgår oprette, bladløse stængler, der i spidsen har en klase af 6-10 store, gule blomster. Kronens underlæbe har tilbagebøjede sider og er 1-1,9 centimeter lang. Indgangen til kronens svælg er lukket af underlæbens pukkelformede "maske". Masken har røde striber, der leder insekterne ind i blomsten, for at muliggøre bestøvningen. Når et insekt sætter sig på underlæben, trykkes den ned således at insektet nu kan komme ind og suge nektar i sporen. Undervejs hertil støder det først mod støvfanget og derefter mod de to støvdragere.
Om sommeren dannes der særlige vinterknopper ("hibernakler") i spidsen af undervandsskuddene. Knopperne besår af små, kugleformet sammentrængte blade. Den øvrige del af planten dør bort om efteråret, mens vinterknopperne synker til bunds og overvintrer i dyndet. Næste forår stiger de op mod vandoverfladen og udvikler sig til nye individer. Arten kan således formere sig vegetativt og forekommer derfor ofte i tætte bestande.

## Kødædende plante
Plantens fligede undervandsblade er besat med cirka 3 millimeter store fangstblærer. Disse fangstorganer er udformet som "ruser" med en klap, der slutter tæt til blærens munding og som kan åbne sig indefter i rusen. Indgangen til blæren er omgivet af stive, grenede hår, der som en tragt leder smådyr tæt på mundingen. Omkring mundingen findes nogle kirtler, der afgiver et sukkerholdigt sekret, der skal lokke smådyr tættere på.
Inde i de tæt lukkede blærer pumpes vandet ud af små kirtelhår således at der opstår et undertryk. Vandet udskilles af andre kirtler på blærens yderside. Trykket fra det omgivende vand er dog ikke nok til at åbne den klap, der holder blæren lukket. Hvis et dyr, f.eks. en vandloppe, imidlerlertid kommer til at røre nogle specielle stive børstehår på klappens yderside, udløses derimod fælden og klappen åbner sig, hvorefter vandet strømmer ind i blæren. Dyret rives med af vandstrømmen og fælden klapper, idet klappen straks lukker sig igen. Dyret er derfor fanget i blæren. Det dør kort efter af iltmangel og opløses, så det kan udnyttes som næring for planten.
Disse fangstorganer er ganske effektive. På et stort individ af Almindelig Blærerod har man fundet 150.000 små krebsdyr foruden andre små vanddyr.

## Udbredelse i Danmark
I Danmark findes Almindelig Blærerod hist og her i vandhuller, søer og tørvegrave. Den blomstrer i juli og august.

## Galleri
- Blad med fangstblærer.
- Blomster